# Juaso (Aszanti)
Juaso – miasto i stolica dystryktu Asante Akim South w regionie Aszanti w Ghanie. Jest miastem dużego historycznego, kulturalnego i edukacyjnego znaczenia w regionie Ashanti. Nazwa miasta pochodzi od jednego z sześciu głównych klanów Oyoko, które położyły duchową podwalinę królestwa Aszanti. Tutaj Osei Kofi Tutu I koronowany został na Asantehene.